# Sapromyza ternatensis
Sapromyza ternatensis är en tvåvingeart som beskrevs av Kertesz 1900. Sapromyza ternatensis ingår i släktet Sapromyza och familjen lövflugor. Inga underarter finns listade i Catalogue of Life.